# Aitor Osa Eizaguirre
Aitor Osa Eizaguirre (Zestoa, 9 de setembre de 1973) va ser un ciclista basc, que fou professional entre 1995 i 2006. El seu germà Unai també fou ciclista professional.
El 1995 va fer el pas al professionalisme de la mà de l'equip Euskadi, amb qui va competir dues temporades. Dos anys més tard, va fitxar pel Banesto on aconseguí els èxits més grans de la seva carrera, com la Volta al País Basc del 2002.
El 2007, va fitxar per l'equip Liberty Seguros de Manolo Saiz amb el seu germà Unai. Aquell mateix any, fou identificat per la Guàrdia Civil en el marc de l'Operació Port com a client de la xarxa de dopatge liderada per Eufemiano Fuentes, sota els noms en clau número 8 i ATR US. Unai Osa no fou sancionat per la Justícia espanyola perquè, en aquell moment, el dopatge no era un delicte a Espanya. Tampoc no va rebre cap sanció esportiva perquè el jutge instructor del cas es va negar a facilitar les proves que demostrarien la seva implicació com a client de la xarxa de dopatge als organismes esportius internacionals (AMA, UCI).
Com a conseqüència de l'Operació Port el màxim patrocinador del seu equip, Liberty Seguros, abandonà el ciclisme a mitjan temporada. Amb aquesta decisió deixava en una situació incerta tots els ciclistes de l'equip, que va canviar de propietaris i es reanomenà Astana. Els germans Osa es trobaren amb greus problemes per trobar un equip ProTour.
A finals de desembre de 2006, mentre entrenava a prop de Zarautz, el seu germà va partir una caiguda fruit d'un cop de vent que li provocà una fractura de clavícula de la qual hagué de ser operat. Llavors, els dos germans van decidir la seva retirada.
Des de la retirada col·labora ocasionalment amb EiTB en la narració de competicions ciclistes.

## Palmarès
- 2000
  - Vencedor d'una etapa del Gran Premi Portugal Telecom
- 2002
  - 1r a la Volta al País Basc i vencedor d'una etapa
  - Vencedor d'una etapa a la Volta a la Rioja
  - Vencedor d'una etapa a la Volta a Portugal
  - 1r de la classificació de la muntanya a la Volta a Espanya

### Resultats al Tour de França
- 2004. 50è de la classificació general

### Resultats al Giro d'Itàlia
- 1999. Abandona

### Resultats a la Volta a Espanya
- 1997. 46è de la classificació general
- 1998. 22è de la classificació general
- 1999. 15è de la classificació general
- 2000. 51è de la classificació general
- 2001. 9è de la classificació general
- 2002. 54è de la classificació general i 1r de la classificació de la muntanya
- 2003. 25è de la classificació general
- 2005. Abandona